# Le Palais des Cotillons
 (juillet 2025).
Le Palais des Cotillons était un magasin d'articles festifs et de déguisements situé 66, rue du Lombard à Bruxelles. Il fait faillite en mars 2024. Autrefois, il était impliqué dans la culture populaire belge, notamment avec la création de têtes de série de carton-pâte, destinées aux géants de cortège, à Bruxelles, en Flandre et en Wallonie. 

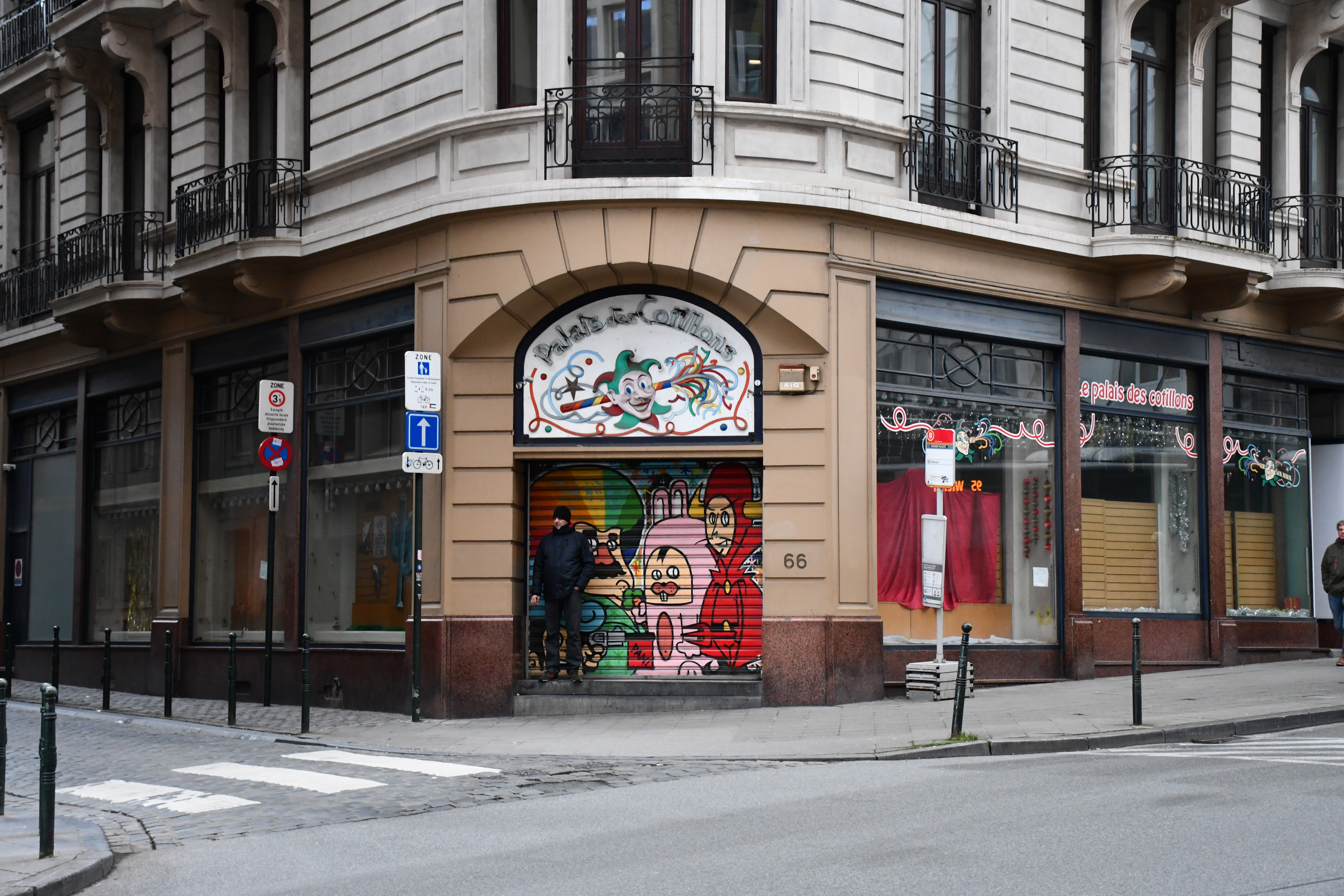
Devanture du Palais des Cotillons en janvier 2025

Cécile Wauters apprend vers 1945 l'art de la création de têtes de géants auprès d'un peintre diplômé dans son atelier. Elle débute en 1948 son activité au Palais des Cotillons qui existait depuis plusieurs décennies. Dans les vitrines, on trouvait des masques de diverses dimensions et de nombreux articles liés au monde de la fête. 
Les têtes de géants étaient réalisées selon les demandes des clients : modèle masculin, féminin, portant une coiffe ou un chapeau, avec ou sans moustache. Les clients venaient de nombreux endroits pour se procurer ces têtes. Des dizaines d'exemplaires ont été vendus au cours des décennies, un peu partout en Belgique. 

## Créations
La liste ci-dessous propose de dresser une liste des géants concernés par cette production : 
Bruxelles
- Auderghem : Julien et Anne (1949)[3]

Flandre
- Aalter : Cornelia van Lillo (1954)[4]
- Brakel : Stien et Triene (1970)
- Deerlijk : Jan de Zerewever et Tineke van Deerlijk (1956)
- Deinze : Arend Drubbel et Machteld Donza (1953)[5]
- Eeklo : Ridder Gratiaan (1953), Hermelinde (1954), Gust Pom-Pom (1961) et Wieze van't Kruisken (1958)
- Eksaarde : Philippe Lanchals (1958) et Florentina de Gruutere (1972)
- Erembodegem : couple de géants inconnus (1952)
- Gavere : Tonia (1949)
- Gent : Rabot (1964)
- Heist-aan-Zee : Pier et Wanne (versions carnavalesques) (non-daté)
- Herzele : Walter et Aldegonde (1959)
- Heurne : Tieste Stekvleuje (1965) et Colette Snoezepoeze (1966)
- Huivelde : Cesar (1957)
- Kruishoutem : Meleke de Spinster (1965)
- Lanaken : Wuim et Teursel (1953)
- Leopoldsburg : Jan Soldaat et Mie Katoen (1951)
- Leupegem : Nonkel Miel et Tante Nette (1956)
- Leuven : Pa Diestsestraat (1952) et Ma Diestsestraat (1951)
- Linkebeek : Sjoenke (1959)
- Lokeren : Jacobus Van Kerkhove et Jacobus Van Kerkhove (1967)
- Lovendegem : Kamiel van Schoordam (1968) et Sidonie van Laagland (1969)
- Lummen : Liza (1951)
- Nazareth : Dorus Mulders (1956) et Manske Van Steynstraete (1957)
- Ouwegem : Mie van Boeregem (1949)
- Sint-Denijs-Boekel : Tavus de Boekel et Lieske de Kwakkele (1950)
- Sint-Truiden : De Kraker et De Kernielse (1949)
- Wetteren : Poliet et Liza (1949)
- Zottegem : Sotto et Johanna (1963)

Wallonie
- Auvelais : Jean le Porion (1956)
- Bon-Secours : Mamar et Mémène (1966)
- Braine-le-Comte : Baudouin V (1972)
- Cambron-Saint-Vincent : Gus et Gustine (1949)
- Deux-Acren : Madame Culant (1950)
- Ellezelles : Jean-Jean et Jeannette (1948)
- Erquelinnes : Éloïse (1964) et Éléonore (1965)
- Fontaine-l'Évêque : El' Pètit Paul et Rita la Hièrcheuse (1955), Wauthier I et Béatrix (1957)
- Gaurain-Ramecroix : Boulette (avant 1966)
- Gembloux : Nanèche (1979) et Cacatte (1978)
- La Hulpe : Grand-Colas (1954)[6]
- Lens : Prien (1980)
- Lessines : Mademoiselle Saint-Roch (1953)
- Monceau-sur-Sambre : El Grand Scapé (1955)
- Ormeignies : Dodol et Grisette (1973)
- Thuin : Marie Bontemps (1960)
- Wasmes : Torteyon et Crésoline
- Wavre : Jean et Alice (1949), Le Maca (1952)